# Pentreshmès
Pentreshmès est une reine d’Égypte de la XXIIe dynastie, épouse d'un pharaon Sheshonq et mère d'un prince Nimlot. 

## Généalogie
Les noms de ses parents ne sont pas connus. Son père tint le poste de Grand Chef des étrangers, indiquant qu'il était Libyen,. Elle serait l'épouse d'un roi Sheshonq et a un fils nommé Nimlot qui est général.
Si ces Sheshonq et Nimlot sont très souvent assimilés respectivement au roi Sheshonq Ier et au général Nimlot Ier,, il est possible qu'il s'agisse d'un autre Nimlot et d'un autre roi Sheshonq, peut-être Sheshonq II ou Sheshonq IIb.

## Attestations
Pentreshmès est connue par un certain nombre de documents, notamment une statue de son fils Nimlot aujourd'hui à Vienne (AOS 5791).